# Plasmobates pagoda
Plasmobates pagoda är en kvalsterart som beskrevs av Grandjean 1929. Plasmobates pagoda ingår i släktet Plasmobates och familjen Plasmobatidae. Inga underarter finns listade i Catalogue of Life.